# Systemkrav
Systemkrav (engelska: system requirements) är de prestanda som måste uppfyllas av viss hårdvara för att viss programvara ska kunna köras. I praktiken används systemkrav som en riktlinje för vilken hårdvara som krävs för att köra ett visst program. Systemkrav är särskilt vanliga för operativsystem och datorspel. De flesta programvaror har både ett minimikrav och ett rekommenderat krav. Exempel på vad som kan krävas ledigt minne på hårddisken och ett visst operativsystem.
Systemkrav används även inom programvaruutveckling för att beskriva behov som en produkt eller tjänst ska uppfylla. Kravhantering innebär ett systematiskt angreppssätt för detta arbete.